# Yasmin Bunter
Yasmin Bunter (28 febbraio 1992) è una calciatrice inglese, centrocampista offensivo del Basilea.

## Carriera
Yasmin Bunter è inserita in rosa nel neopromosso Fulham dalla stagione 2008-2009, squadra che affronta la FA Women's Premier League National Division, l'allora livello di vertice del campionato inglese femminile di calcio, rimanendo per due stagioni, entrambe negative per la società che la vede retrocedere subito in Southern Division e poi in South West Combination.
Nel 2010 decide di trasferirsi negli Stati Uniti d'America per frequentare la Francis Marion University, nei pressi di Florence, Carolina del Sud, e giocando nelle Patriots, squadra di calcio femminile della sua sezione sportiva che disputa la Independent League. Bunter indossa la maglia delle Patriots per quattro stagioni prima di passare a una squadra professionistica, il Virginia Beach Piranhas, facendo il suo esordio in W-League nel 2013. Con la squadra di Virginia Beach rimane una sola stagione, trovando poco spazio e partendo quasi sempre come riserva, congedandosi con un tabellino personale di 7 presenze e una rete siglata. L'anno successivo sottoscrive inizialmente un accordo con il Carolina Elite Cobras di Greenville, tornando in Carolina del Sud, ma decide di svincolarsi per sottoscrivere in agosto un contratto con il Neunkirch, selezione femminile della società calcistica svizzera dell'omonimo comune del Canton Sciaffusa, che disputa la Lega Nazionale A, massimo livello del campionato svizzero di categoria. Alla guida del tecnico Hasan Dracić condivide con le compagne la conquista della finale di Coppa Svizzera e del campionato. A causa della mancanza della copertura finanziaria e amministrativa per poter competere la società comunica di non iscriversi al campionato successivo, svincolando di conseguenza le proprie tesserate.
Nel luglio 2017 si trasferisce al Basilea, rimanendo nuovamente in LNA anche per il campionato successivo. la stagione si rivela positiva per Bunter e compagne, con la squadra che è l'unica in grado di competere per le prime posizioni con il Zurigo classificandosi alle sue spalle a fine campionato e, grazie al secondo posto, acquisendo il diritto a disputare la UEFA Women's Champions League per la prima volta nella storia della società.

## Palmarès
- Campionato svizzero: 1

Neunkirch: 2016-2017
- Coppa Svizzera: 1

Neunkirch: 2016-2017